# Thomas Aigner (Historiker)
Thomas Aigner (* 12. Juni 1973 in Mödling bei Wien) ist ein österreichischer Historiker. Er ist leitender Mitarbeiter des Diözesanarchivs St. Pölten, des International Centre for Archival Research ICARUS und der Time Machine Organisation.

## Leben
Aigner besuchte die Volksschule in Altenmarkt an der Triesting, von 1983 bis 1991 das Gymnasium in Berndorf und studierte anschließend Geschichte an der Universität Wien. 1994 erfolgte die Sponsion zum Magister der Philosophie und 1997 die Promotion mit der historischen Dissertation über die Klostergemeinschaft Mariazell. Zusätzlich besuchte er ab 1992 den Ausbildungslehrgang am Institut für Österreichische Geschichtsforschung für Archiv- und Historische Hilfswissenschaften, den er 1995 mit der Staatsprüfung abschloss.
Er war von 1995 bis Herbst 2022 Direktor des Diözesanarchivs St. Pölten und ist seither dessen Abteilungsleiter für Informationsmanagement.
Er war von Juni 2008 
bis Mai 2023 Präsident und ist seither Generalsekretär des International Centre for Archival Research, einer Zusammenarbeit von mehr als 180 Archiven, Universitäten und wissenschaftlichen Einrichtungen aus Europa, den USA, Kanada und dem Irak zur Digitalisierung ihrer Bestände. Auf Aigner gehen mehrere Initiativen und Projekte im Bereich der Digitalisierung historischer Quellen zurück: 2002 Monasterium.Net (Virtuelles Archiv europäischer Urkunden), 2009 Matricula-Online (Kirchenbücher online) sowie 2011 das österreichische Archivportal Archiv.net.
Er wirkte führend in zahlreichen internationalen Projekten mit, u. a. Archives Portal Europe Network of excellence, European Network on archival cooperation (ENArC), Crossborderarchives (CRARC), CO:OP – The creative archives’ and users’ network und im ausführenden Team des Time Machine Projektes, einer Initiative zur flächendeckenden Digitalisierung des europäischen Kulturguts.
Aigner initiierte die Icarus-Allianz, die Ende 2018 rund 180 Institutionen aus fast 40 Ländern umfasste. Anlässlich ihres 10-jähriges Bestehens im Jahr 2018 stellte er fest:

„Es geht darum, die große Kluft zu überwinden, die unsere gegenwärtige Ära der globalen Information schon heute von jener der vorangehenden, vor dem Computerzeitalter liegenden Welten trennt.“

## Mitgliedschaften
Thomas Aigner ist Mitglied verschiedener internationaler (ICA, ICARUS, Time Machine Organisation) und nationaler Fachgremien in Belgien, Deutschland, Tschechien, Kroatien, Schweiz, Finnland und Spanien.

## Auszeichnungen
- 2011: Johann-Gatterer-Medaille[8]
- 2013: Silbernes Ehrenzeichen der Republik Österreich[9]
- 2014: Ehrenmedaille des Innenministeriums der Tschechischen Republik für Verdienste um das tschechische Archivwesen[10]
- 2015: Anerkennung des Kroatischen Staatsarchivs[11]
- 2018: Auctor Scientiae von Familia Austria[12]

## Publikationen
- Mariazell in Österreich. Eine Klostergemeinschaft zwischen Reformation und Aufklärung (= Bischöfliches Ordinariat St. Pölten (Hrsg.): Beiträge zur Kirchengeschichte Niederösterreichs. Band 2). Diözesanarchiv St. Pölten, St. Pölten 1998, ISBN 3-901863-01-X.
- Aspekte der Religiosität in der frühen Neuzeit (= Beiträge zur Kirchengeschichte Niederösterreichs. Band 10). St. Pölten 2003.
- mit Karin Winter (Hrsg.): Alte Archive – Neue Technologien. Tagungsband. Diözesanarchiv, St. Pölten 2006, ISBN 3-901863-26-5.
- mit Joachim Angerer, Gerhard Trumler: Grenzenlos – Zeitenlos. Klöster im Herzen Europas. Brandstätter Verlag, Wien 2006, ISBN 3-85498-307-7.
- mit Stefanie Hohenbruck, Thomas Just, Joachim Kemper (Hrsg.): Archive im Web – Archives on the Web. Diözesanarchiv, St. Pölten 2012, ISBN 978-3-901863-39-4.
- mit Andreas Gamerith: Zwischen den Zeiten. Der leidende Heiland in der Dornau (Thenneberg). St. Pölten 2014.
- mit Werner Telesko (Hrsg.): Sakralisierung der Landschaft. Verwendung, Gestaltung und Inbesitznahme im Zuge der Gegenreformation in Mitteleuropa. St. Pölten 2019.

Aufsätze (Auszug)
- Ein Land wird monokonfessionell. Katholische Religiosität im Barockzeitalter. In: Elisabeth Vavra (Hrsg.): Jakob Prandtauer. Leben im Barock. St. Pölten 2010, S. 86–93.
- Vom Barockzeitalter zu den josephinischen Reformen. In: Schätzereich. Schicksalsreich. Niederösterreich. Kostbarkeiten aus zwei Jahrtausenden. St. Pölten 2009, S. 60–65.
- Archives in the Digital Stone Age – Challenges and Perspectives. In: Cesta k rozmanitosti aneb Kavárenský povaleč digitálním historikem středověku. Sborník příspěvků k životnímu jubileu PhDr. Zdeňka Uhlíře, Praha 2016, S. 49–54.
- Die ICARUS-Erfahrung. Grenzenlosigkeit, Innovation, Gemeinschaft. In: 75. Südwestdeutscher Archivtag. Vernetzung und Kollaboration von Archiven, hrsg. von Anna Pia Maissen und Peter Müller, Stuttgart 2016, S. 30–34.
- Regionalgeschichte und Identität. Wie Grenzen überwunden werden können. In: Hranice – Historie – Lidé. Grenze – Geschichte – Menschen (= Connect. Beiträge zur böhmisch-mährisch-niederösterreichischen Regionalgeschichte. Band 1). St. Pölten 2014, S. 11–16.
- Un’esperienza: Il progetto Monasterium. In: Seconda conferenza di archivisti ecclesiastici Europei, a cura di Gaetano ZITO (= Associazione archivistica ecclesiastica quaderni di „Archiva Ecclesiae“ 12). Cittá del Vaticano, 2014, S. 41–46.
- Das österreichische Archivportal „Archivnet“. In: Scrinium 66. Verband österreichischer Archivarinnen und Archivare, 2012, ISSN 1012-0327, S. 61–64.
- New challenges for archives on their way into the world wide web. In: Revista Arhivelor LXXXVI, 2009; Arhivele Nationale ale Romaniei, Bucuresti 2012, ISSN 1453-1755, S. 17–23.
- Virtuelle Wege und Zugänge – Portale zu österreichischen Archiven In: ARBIDO 1. Verein Schweizerischer Archivarinnen und Archivare, Zürich 2012,  S. 19–22.
- „… ausprobieren, abwarten, nachjustieren, richtig einstellen, ausspülen und den Vorgang wiederholen“ – Archive auf dem Weg ins Internet. In: Beruf(ung): Archivar. Festschrift für Lorenz Mikoletzky (= Mitteilungen des Österreichischen Staatsarchivs 55/1). Studienverlag, Wien, ISBN 978-3-7065-5053-6, S. 235–243.
- Monasterium.Net – Documenti Europei online. In: Archivi V/2 (lug.-dic.). Associazione Nazionale Archivistica Italiana, 2010, ISSN 1970-4070, ISBN 978-88-6129-604-6, S. 123–128.

## Einzelbelege
1. ↑  Geschichte. In: dasp.at. Diözesanarchiv St. Pölten, abgerufen am 11. Februar 2021.
2. ↑  Neuer Diözesanarchivar. Diözesanarchiv St. Pölten, 13. Oktober 2022, abgerufen am 30. Januar 2024.
3. ↑  Scrollen zu: Vereinsvorstand. ICARUS – International Centre for Archival Research, Wien, abgerufen am 30. Januar 2024.
4. ↑  https://web.archive.org/web/20190513094911/https://www.kral-verlag.at/autoren/76192
5. ↑  Home. In: Monasterium.net. ICARUS – International Centre for Archival Research
6. ↑  Susanne Mauthner-Weber: Big Data soll die Vergangenheit wiedererstehen lassen. In: futurezone. 29. April 2019, abgerufen am 13. Mai 2019.
7. ↑  Martin Kugler: Die Digitalisierung von Archiven. In: Die Presse, 4. November 2018, S. 24.
8. ↑  https://web.archive.org/web/20121015015018/http://www.dasp.at:80/news/auszeichnung-f-r-dr-thomas-aigner
9. ↑  Silbernes Ehrenzeichen der Republik für Diözesanarchivar Thomas Aigner. Diözese St. Pölten, 13. Dezember 2013, abgerufen am 13. Mai 2019.
10. ↑  Hohe Auszeichnung der Tschechischen Republik für Diözesanarchivar. In: dsp.at. 3. Juli 2014, abgerufen am 11. Februar 2021.
11. ↑  Nizom događaja Hrvatski državni arhiv proslavio Dan arhiva. In: prigorski.hr. 14. November 2015, abgerufen am 11. Februar 2021 (kroatisch).
12. ↑  Auctor Scientiae (Förderer der Wissenschaft). In: familia-austria.at. 17. November 2018, abgerufen am 11. Februar 2021.

| Personendaten    | Personendaten               |
| ---------------- | --------------------------- |
| NAME             | Aigner, Thomas              |
| KURZBESCHREIBUNG | österreichischer Historiker |
| GEBURTSDATUM     | 12. Juni 1973               |
| GEBURTSORT       | Mödling                     |